# Astrosat
Astrosat是印度的第一個多波段空间望远镜，於2015年9月28日由PSLV-XL火箭發射。

## 概要
在搭載於衛星上的印度X射線天文學設備（Indian X-ray Astronomy Experiment，IXAE）於1996年成功進行以後，印度空间研究组织（ISRO）於2004年批准更進一步開發更加全面性的天文衛星，也就是今日的Astrosat。
Astrosat計畫有多個印度和其他國家的研究機構參與衛星的製造。而該計畫將涵蓋的天文物理學重要領域距離尺度從太陽系天體到遙遠的宇宙尺度天體；並且從熱白矮星脈動到活动星系核隨時間的變化都可使用Astrosat進行研究，時間尺度可從數毫秒到數日。
Astrosat 是位於近地近赤道軌道的多波段天文衛星。它搭載的五項設備可觀測電磁波譜上的可見光（320–530 nm）、近紫外線（180–300 nm）、遠紫外線（130–180 nm）、軟X射線 （0.3–8 keV和2–10 keV）以及硬X射线（3–80 keV 與 10–150 keV）。
Astrosat 已於2015年9月28日在萨迪什·达万航天中心以PSLV-XL火箭發射成功。

## 任務目的

黑洞與主序星組成的聯星系統想像圖。

Astrosat 的主要科學任務集中在如下領域：
- 可同時監測宇宙中電磁輻射源在多個不同波段的強度變化。
- 監測是否有新的X射線瞬變現象發生。
- 硬X射線與紫外線巡天。
- X射線聯星、活动星系核、超新星遗迹、星系團與星冕的寬波段光譜研究。
- X射線源期性與非週期性光度變化。

Astrosat 計畫可進行涵蓋無線電波、紅外線、可見光、紫外線與X射線的多光譜波段觀測。觀測目標可以是特定的天體，也可以進行大範圍巡天。當進行無線電波、可見光與紅外線觀測時，將會透過配合該計畫的地面望遠鏡進行；如果是較高能量的紫外線、X射線與配合的可見光觀測時，則使用Astrosat衛星上的儀器進行。
Astrosat任務也同時研究來自不同射線源的接近同時發生的多波段資料。例如在一個聯星系統中，最接近緻密天體的區域主要發射X射線，而吸積盤區域主要發射紫外線與可見光，而伴星則主要發射可見光。
Astrosat還可進行以下研究：
- 寬能帶的中低解析度光譜觀測，主要著重於X射線輻射體的研究。
- X射線雙星時間上的周期和非週期性的變化。
- X射线脉冲星脈動研究。
- X射線雙星的準週期振盪（英语：Quasi-periodic oscillation）、閃爍、爆發等現象。
- 活动星系核短期和長期輻射強度變化。
- 軟/硬X射線與紫外線/可見光時滯研究
- 偵測和研究X射線瞬時現象[5]。

Astrosat的團隊特別將衛星科學儀器設計為研究星系核心的活動，而星系的核心也被認為是超大質量黑洞存在的地方。

## 酬載
Asrosat 的科學儀器總重量為1513公斤，總共為以下六項：
- 紫外線成像望遠鏡（UltraViolet imaging telescope，UVIT）可同時以三個波段進行拍攝： 130–180 nm、180–300 nm，以及320–530 nm。該望遠鏡的視野是直徑約28’ 的圓形，紫外線的角解析度為1.8"，可見光則為2.5" 。紫外線部分可透過選擇裝於轉輪上的濾鏡選擇觀測波段。此外，如果是雙波段紫外線光柵，則可在轉輪上選擇其中兩個進行光譜解析度約100 nm的無縫光譜（英语：Slitless spectroscopy）觀測。該望遠鏡的主鏡為40公分[7]。
- 軟X射線望遠鏡（Soft X-ray imaging Telescope ，SXT）則是使用聚焦系統與放置於焦平面的深耗盡感光耦合元件（CCD）照相機拍攝能帶0.3–8.0 keV 的X射線影像。它的聚焦系統是41層鍍金的同心圓錐體，類似沃爾特I型（英语：Wolter telescope）掠射望遠鏡（有效面積120平方公分）。而焦平面上的CCD照相機則非常類似雨燕卫星的X射線望遠鏡。CCD 工作環境則是經由熱電冷卻至−80 °C 的溫度之下[7]。
- X射線計時與低解析度光譜研究設備（X-ray timing and low-resolution spectral studies，LAXPC Instrument） 則是寬能帶（3–80 keV）的X射線計時與低解析度光譜研究儀器。Astrosat 使用每3個相同的大面積X射線正比計數器（Large Area X-ray Proportional Counters，LAXPCs）為一組組成叢集進行觀測；每一組觀測單元都是多線多層結構，視野為1° × 1°。這些感應器的設計是要達到能觀測3–80 keV 寬能帶的X射線、對整個能帶的光子要有高偵測率、夠窄的視野以避免X射線光源混淆、適當的能量解析度、低內部背景輻射，以及在太空中能長時間使用。該望遠鏡觀測有效面積為6000平方公分[7]。
- 碲化鋅鎘成像儀（Cadmium Zinc Telluride Imager，CZTI）是硬X射線成像儀器。該儀器包含像素化排列的碲化鋅鎘感應器陣列，有效面積500平方公分，可偵測能帶為10 – 150 kev[7]。該儀器的感應器感測效率在100 keV下可接近100%，並且相較於閃爍計數器（英语：Scintillation counter）和正比计数器，它的能量解析度極為優異（60 keV下約2%）。因為像素尺寸較小，可獲得中解析度的硬X射線影像。CZTI 配備一個二維的編碼掩模（英语：Coded aperture）以成像。觀測的天空背景亮度分布則是由對應感應器編碼演模的陰影模式進行反摺積計算獲得。除了光譜研究，CZTI還可在100-300 keV 範圍進行敏銳的銀河X射線源偏振量測[8]。
- 掃描天空監測器（Scanning Sky Monitor ，SSM）則有三個對位置敏感的比例計數器，各具有一個一維的編碼掩模，並且在設計上十分類似NASA的罗西X射线计时探测器（RXTE）搭載的全天監視器。充滿氣體的比例計數器將使用電阻導線當作陽極。從導線任一端釋放的電荷比例將提供X射線交互作用的位置，並且在感測器上形成成像平面。帶有一系列狹縫的編碼掩模將在感測器上型成影子，可藉此推算出天空亮度分布。
- 帶電粒子監測器（Charged Particle Monitor，CPM）將是Astrosat的酬載中用來控制LAXPC、SXT 和 SSM 操作的設備。雖然衛星的軌道傾角將在8° 甚至更低，它三分之二的軌道將通過南大西洋異常區，會有約15到20分鐘的時間內有大量帶電質子和電子撞擊。當衛星進入南太平洋異常區時，CPM將使受控制的儀器高電壓降低或暫停資料使用以避免儀器感測器損壞，並使比例計數器的老化程度下降到最低。

## 地面支援
Astrosat計畫的地面指令與控制中心是位於班加羅爾的印度太空研究組織遙測、追蹤和指揮網路（ISTRAC）。衛星每次經過班加羅爾上空時地面站都有機會向衛星發送指令或從衛星下載資料。每天14次飛過班加羅爾上空的其中10次可被地面站觀測到。該衛星每日可在10或11個ISRO設於班加羅爾的追蹤與資料接收站可觀測到的軌道上傳送420 gigabits。印度深空網路（IDSN）於2009年7月啟用的第三個直徑11公尺天線負責追蹤Astrosat衛星。

## 時間線
- 2009年4月：塔塔基礎研究院（英语：Tata Institute of Fundamental Research）的科學家完成了複雜的有效科學酬載開發階段，並開始將酬載整合至重量1650公斤的Astrosat衛星。當時科學儀器與姿態控制（英语：Attitude control）系統設計的困難已被克服，並且數次審查委員會的會議後決定將酬載於2009年中開始送往ISRO的衛星中心，直到2010年初進行組裝，讓ISRO可在2010年中以PSLV-C34火箭發射Astrosat衛星[11]。
- 2015年5月：Astrosat的酬載整合完成，並且進行最終測試。ISRO發佈新聞稿宣布計畫於2015年下半年以PSLV C-34火箭將Astrosat衛星發射至高度650公里的近赤道軌道[12]。
- 2015年7月24日：熱真空測試完成、太陽能板與衛星連接，並開始最忠的振動測試[7]。
- 2015年8月10日：所有測試通過，裝載上火箭前的檢查也成功完成[7]。
- 2015年9月28日：ASTROSAT 衛星成功發射入軌道[13]。

其中有兩個酬載儀器的設計困難超出了預期，例如軟X 射線望遠鏡是讓相關團隊花了11年時間才克服的巨大挑戰。

## 參與單位
Astrosat 研究計畫有以下研究單位參與：
- 印度空间研究组织
- 塔塔基礎研究院（英语：Tata Institute of Fundamental Research），孟買
- 印度天文物理研究所（英语：Indian Institute of Astrophysics），班加羅爾
- 拉曼研究所，班加羅爾
- 校際天文及天體物理學中心（英语：Inter-University Centre for Astronomy and Astrophysics），浦那
- 巴巴原子研究中心（英语：Bhabha Atomic Research Centre），孟買
- 玻色國家基礎科學中心（英语：S.N. Bose National Centre for Basic Sciences），加尔各答
- 加拿大太空局
- 萊斯特大學[14]

## 外部連結
- Astrosat website（页面存档备份，存于）
- Astrosat（页面存档备份，存于）
- ISRO（页面存档备份，存于）